# Discovery Princess
Die Discovery Princess ist ein 2022 in Dienst gestelltes Kreuzfahrtschiff der zur Carnival Corporation & plc gehörenden Marke Princess Cruises. Es ist das siebte und letzte Schiff der Royal-Klasse.

## Geschichte
Das Schiff wurde auf der Fincantieri-Werft in Monfalcone gebaut. Am 19. Januar 2017 gab die Carnival Corporation & plc bekannt, mit der Werft einen Vertrag über je ein neues Schiff von Princess Cruises und der Holland-America Line abgeschlossen zu haben. Das Schiff von Princess Cruises mit Ablieferung 2022 werde das sechste Schiff der Royal-Klasse für die Marke werden, mit 145.000 BRZ vermessen sein und Platz für 3.660 Passagiere bieten. Der Bau des zu diesem Zeitpunkt noch namenlosen Schiffes begann mit dem zeremoniellen ersten Stahlschnitt am 14. Februar 2019 in der Fincantieri-Werft in Castellammare di Stabia, zeitgleich mit der Kiellegung bzw. dem Aushallen der Schwesterschiffe Enchanted Princess und Sky Princess.
Am 4. Oktober gab Princess Cruises den Namen des Schiffes mit Discovery Princess bekannt. Das Schiff sollte nun schon am 3. November 2021 auf Jungfernfahrt gehen. Im Juli 2020 wurde die Bugsektion in Castellammare di Stabia zu Wasser gelassen, nachdem sich der ursprünglich für April geplante Stapellauf aufgrund der COVID-19-Pandemie verzögert hatte. Sie wurde anschließend nach Monfalcone geschleppt, um dort mit den anderen Sektionen des Rumpfes zusammengesetzt zu werden.
Im Januar 2021 gab die Carnival Corporation & plc bekannt, nur eines ihrer mit Ablieferung im selben Jahr bestellten Schiffe auch tatsächlich übernehmen zu wollen und die Indienststellung der anderen Schiffe, darunter die der Discovery Princess, um mehrere Monate verschieben zu wollen. Am 18. März 2021 wurde das Schiff aus dem Trockendock gefahren und der Innenausbau begann. Im Dezember schloss das Schiff die Erprobungsfahrten während der fünftägigen Sea Trials erfolgreich ab. Am 28. Januar 2022 wurde es an Princess Cruises abgeliefert.
Die Jungfernfahrt war im September 2021 vom 3. November desselben Jahres auf den 27. März 2022 verschoben worden. Im Februar 2022 verließ das Schiff Monfalcone, um mit einem Zwischenstopp in Singapur nach Los Angeles überführt zu werden; von dort aus begann die Jungfernfahrt, eine Reise entlang der Westküste Mexikos, planmäßig am 27. März. Am 29. April wurde es in Los Angeles durch den Spezialeffekt-Experten Adam Savage, die Köchin und Moderatorin Alex Guarnaschi, den Modedesigner Randy Fenoli und die Immobilienmaklerin Page Turner getauft.

## Technik und Ausstattung
Das Schiff ist 330 Meter lang, 38,4 Meter breit und mit 145.281 BRZ vermessen. Die maximale Passagierzahl beträgt 3600 bei 1346 Besatzungsmitgliedern.
Das Schiff verfügt auf dreizehn Passagierdecks unter anderem über vier Swimmingpools, einen Spa- und Wellnessbereich, ein Casino, sieben Restaurants sowie mehrere Cafés und Bars, einen Tennisplatz, eine Laufstrecke und ein Theater.